# Кайкузи
Кайкузи или  Кайикуузи это персонаж в создании мифа Ганда. Он является сыном Гулу. Его название переводится как «экскаватор». Он отвечает за попытку избавить землю от Валумбе, божества смерти и болезней.

## Легенда
После брачных испытаний Кинту возвращается на Землю с женой Намби. У них рождаются дети. Однако в связи с традициями Ганда, Валумбе (божество смерти), как брат Намби претендует на одного ребёнка Намби, желая забрать его в собственность. Кинту ему отказывает и Валумбе начинает убивать по одному ребёнку Намби каждый день. Намби молится отцу и он отправляет Кайкузи на помощь. Кайкузи сталкивается с Валумбе и проигрывает поединок и скрывается под землю. Тогда Кайкузи начинает рыть ямы, чтобы найти под Землёй Валумбе. Ему приписывают созданием длинных подземных туннелей в Уганде. Затем Кайкузи просит два дня молчания, чтобы Валумбе, обнаружив тишину, вышел на землю поглядеть, что случилось. Так и произошло. Валунда вышел в месте, называемом Танда. Но увидев ужасный лик Валумбе дети закричали и Валумбе тут же снова скрылся под землёй. Кинту отказывается от услуг Кайкузи и он уходит обратно на небо, объясняя ситуацию Гулу. Услышав рассказ, Гулу позволяет Валумбе остаться на земле. Так на земле появилась смерть по представлениям ганда.